# Gymnothorax margaritophorus
Gymnothorax margaritophorus är en fiskart som beskrevs av Bleeker, 1864. Gymnothorax margaritophorus ingår i släktet Gymnothorax och familjen Muraenidae. Inga underarter finns listade i Catalogue of Life.